# Valegro

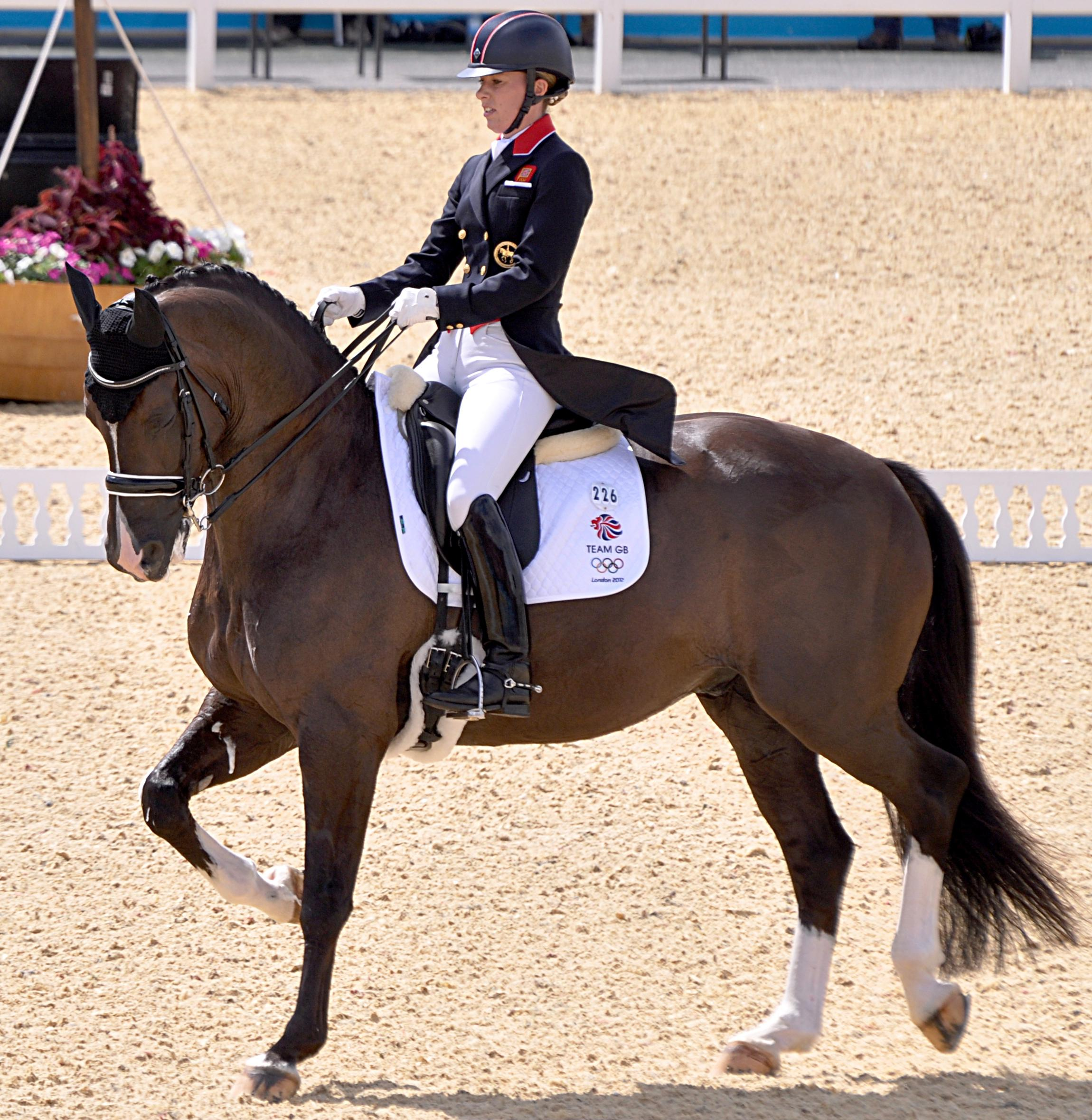

Valegro (nacido el 5 de julio del 2002) es un caballo de doma clásica montado por la amazona inglesa Charlotte Dujardin.
Su nombre de establo es Blueberry. Valegro junto a la jinete Charlotte Dujardin han conseguido el mayor puntaje en el mundo de la disciplina.
Sus actuales dueños son Carl Hester y Roly Luard, Charlotte empezó a entrenarlo con la intención de que posteriormente Carl Hester lo compitiera.

## Competencias
En 2011, el binomio debutó en el equipo que ganó oro en el Campeonato de Adiestramiento Europeo en Róterdam. Después ganaron oro en el FEI World Cup en el Olympia de Londres en 2011.
En 2012 marcaron el récord mundial para el grand prix, categoría especial, en abril de 2012 con 88.022%.
En el Campeonato Europeo 2013, en Hernig, Charlotte y Valegro ganaron tanto el Grand Prix como el Grand Prix categoría especial con 85.94% y 85.69%

## Juegos Olímpicos
Seleccionados para representar al equipo de Gran Bretaña en los Juegos Olímpicos 2012, En la primera ronda Valegro hará un nuevo récord Olímpicos con el puntaje de 83.784%. Y junto a Laura Bechtolsheimer y Carl Hester, Fueron el equipo que ganaron oro Más tarde, Charlotte y Valegro ganarían individualmente oro con el puntaje de 90.089%.

## Pedigree
Valegro es hijo del legendario semental  KWPN Negro y la yegua Malifleur y nieto de Olympic Ferro (enlace roto disponible en Internet Archive; véase el historial, la primera versión y la última)..